# Boris Mierżanow
Boris Anatoljewicz Mierżanow, ros. Борис Анатольевич Мержанов (ur. 21 lutego?/4 marca 1888 w stanicy Aleksandrowskaja, zm. 15 lipca 1962 roku w Nowym Jorku) – rosyjski, ukraiński i z powrotem rosyjski wojskowy (pułkownik), emigracyjny działacz wojskowy, dowódca 2 Pułku Rosyjskiego Pułku Ochronnego podczas II wojny światowej.
Ukończył doński korpus kadetów, a następnie michajłowską szkołę artyleryjską. Służył w 4 Dońskiej Baterii Kozackiej. W 1907 roku awansował do stopnia chorążego. Od 1909 roku służył w 2 Dońskim Kozackim Dywizjonie Artylerii. W 1914 roku ukończył nikołajewską akademię wojskową. Brał udział w I wojnie światowej w szeregach 11 Dońskiej Kozackiej Baterii Artylerii. W październiku tego roku awansował na podesauła. Pod koniec grudnia 1915 roku przeszedł do sztabu generalnego armii rosyjskiej. Od poł. lipca 1916 roku w stopniu esauła pełnił służbę starszego adiutanta w sztabie I Turkiestańskiego Korpusu Armijnego. Na początku stycznia 1918 roku został starszym adiutantem w oddziale generała-kwatermistrza sztabu 1 Armii. Następnie wstąpił do armii ukraińskiej. Na początku marca tego roku awansował na sotnika. Od końca sierpnia był zastępcą szefa oddziału służby wojskowej głównego zarządu sztabu generalnego armii ukraińskiej. Pod koniec listopada otrzymał stopień starszyny wojskowego. Pod koniec listopada 1919 roku wstąpił do wojsk Białych gen. Antona Denikina. Objął w stopniu podpułkownika funkcję szefa sztabu 6 Dońskiej Brygady Płastuńskiej. Od końca marca 1920 roku znajdował się w rezerwie oficerskiej sztabu generalnego przy sztabie Korpusu Dońskiego. Awansował na pułkownika. W połowie listopada tego roku wraz z wojskami Białych został ewakuowany z Krymu do Gallipoli. Na emigracji zamieszkał w Królestwie SHS. W 1930 roku został przewodniczącym sądu honorowego IV Oddziału Rosyjskiego Związku Ogólnowojskowego (ROWS). Po ataku wojsk niemieckich na Jugosławię w kwietniu 1941 roku, wstąpił do nowo formowanego Rosyjskiego Korpusu Ochronnego. Od początku stycznia 1942 roku w stopniu pułkownika dowodził 2 Pułkiem Korpusu. Po zakończeniu wojny wyjechał do USA.